# Oreaster clavatus
Oreaster clavatus is een zeester uit de familie Oreasteridae. De wetenschappelijke naam werd in 1842 gepubliceerd door Johannes Peter Müller en Franz Hermann Troschel.

## Synoniemen
- Oreaster carinatus Müller & Troschel, 1842
- Oreaster dorsatus Lütken, 1864[1]